# Palček v čedri
Palček v čedri je slovenska ljudska pripovedka. Prvič je kot samostojna pripovedka oziroma knjiga izšla leta 1959, ko jo je zapisal Lojze Zupanc in ilustriral Jože Ciuha.

## Vsebina
V Dolu, majhni vasici pod Menino, je v stari hiši živel dedek, ki ni imel ne žene ne otrok. Dokler je še bil mlad, je pridno delal in je imel dovolj denarja za življenje, ko pa se je postaral in je obnemogel, ni imel žive duše, ki bi mu pomagala, zato je bil pogosto lačen. Ni imel ničesar razen čedre*, vendar pa ni imel denarja, da bi zanjo kupil tobak.
Nekega dne je dedek spet bil lačen in je zajokal, da bi mu vsaj kdo pomagal in mu dal skorjico kruha, pa četudi bi bilo kruha tako malo, kolikor bi nesel palček. Dedek še ni tega niti dobro izgovoril, ko se je izpod postelje pojavil palček in mu prinesel kruha. Ko se je nasitil, je poprosil palčka, da bi ostal pri njemu. Palček mu je odgovoril, da bi ostal, ampak da ga zelo zebe. Ko je dedek to slišal, je vzel v roke svojo pipo za tobak, odprl čedrni pokrovček in v čedri postlal palčku s suhim listjem. Palčka je položil vanjo in ta je takoj zaspal.
Kadar je bil dedek lačen, je prebudil palčka in ga iztresel iz čedre, da je pohitel v svoj podzemski grad in prinesel dedku, kar si je poželel. Tako je dedek imel vsega na pretek, le mleka ni imel - tega mu ni dobri palček ni mogel dati. Zato mu je nekega dne prinesel zlat novčič in mu rekel, naj gre in si za zlatnik kupi kozo, da bo imel tudi mleka. Drugo jutro je dedek navsezgodaj vstal ter se odpravil na semenj po kozo in s seboj v čedri nesel palčka. Na semnju so mnogi hoteli kupiti njegovo čedro, ampak dedek je vsakemu povedal, da ni naprodaj. Naposled je dedek našel kozo, ki mu je bila všeč, plačal zanjo zlatnik in jo odpeljal domov. Od takrat je imel do konca življenja zadosti kruha in kozjega mleka.
Ko je umrl, so ga vaščani pokopali in odnesli iz njegove hiše vse, kar je bilo uporabnega, le stare čedre ni nihče maral. Vrgli so jo v kot, kjer mogoče še danes leži. Vesel bo tisti, ki jo bo našel, kajti v njej mogoče še zdaj spi palček, ki prinaša srečo. 

## Izdaje
- Zupanc, Lojze (1959): Palček v čedri, Mladinska knjiga, Ljubljana
- Smejalno drevo (zvočni posnetek), Ljubljana: RTV Slovenija (2005), Založba kaset in plošč